# John Cooper (Rennfahrer)

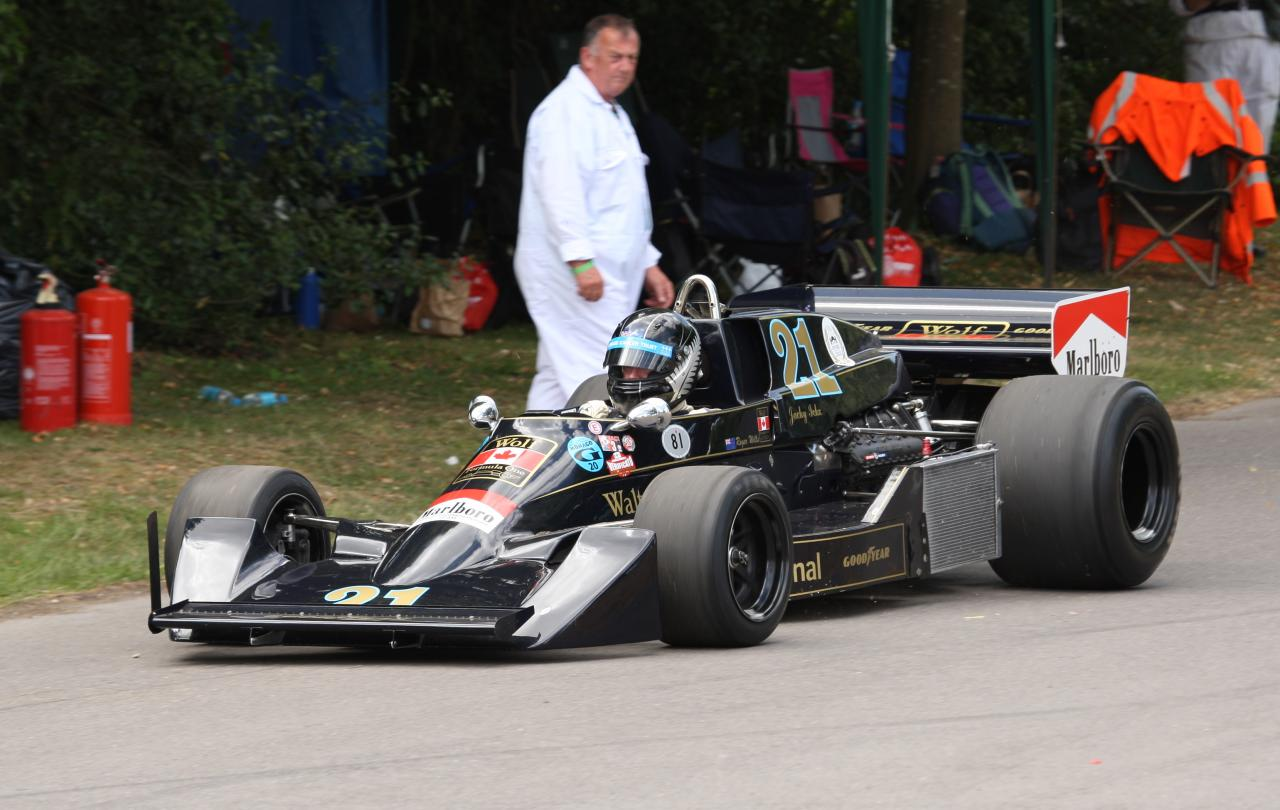
Auf einem Williams FW05 bestritt John Cooper die Aurora-AFX-Formel-1-Serie 1978

John Charles Cooper (* 30. April 1948 in Wolverhampton) ist ein ehemaliger britischer Autorennfahrer.

## Karriere im Motorsport
Im britischen Motorsport gibt es mehr als eine Person, die den Namen John Cooper trägt. Neben dem Automobil-Rennfahrer John Cooper tragen der  Sohn von Charles Cooper, dem Gründer der Cooper Car Company und der Motorrad-Rennfahrer diesen Namen.
Ende der 1970er-Jahre war Cooper in der Aurora-AFX-Formel-1-Serie engagiert. 1978 erreichte er in der Gesamtwertung der Serie den achten Endrang. Seine beste Platzierung bei einem Wertungslauf war der dritte Platz auf einem Williams FW05 beim International Gold Cup. 1979 beendete er die Saison als 19. der Gesamtwertung.
In den 1980er-Jahren fuhr Cooper vor allem Sportwagenrennen. Zwischen 1975 und 1987 war er Zehnmal beim 24-Stunden-Rennen von Le Mans am Start. 1981 wurde er gemeinsam mit Dudley Wood und Claude Bourgoignie auf einem Porsche 935K3 Gesamtvierter und gewann die Rennklasse der Gruppe 5. 1983 gewann er mit Partner Ray Mallock das Thundersports Brands Hatch. 1981 wurde er beim zur Sportwagen-Weltmeisterschaft zählenden 6-Stunden-Rennen von Mugello Zweiter.

## Statistik

### Le-Mans-Ergebnisse
| Jahr | Team                            | Fahrzeug                | Teamkollege        | Teamkollege       | Platzierung             | Ausfallgrund         |
| ---- | ------------------------------- | ----------------------- | ------------------ | ----------------- | ----------------------- | -------------------- |
| 1975 | Jean Blaton                     | Porsche 911 Carrera RSR | Nick Faure         | Jean Blaton       | Rang 6                  |                      |
| 1977 | Charles Ivey Racing             | Porsche 911 Carrera RSR | Peter Lovett       | John Rulon-Miller | Ausfall                 | Motorschaden         |
| 1979 | J.C. Racing Ltd.                | Lola T380               | Peter Lovett       | John Morrison     | Ausfall                 | Elektrik             |
| 1980 | Charles Ivey Racing             | Porsche 935K3           | Peter Lovett       | Dudley Wood       | Ausfall                 | Zylinderkopfdichtung |
| 1981 | Claude Bourgoignie              | Porsche 935K3           | Claude Bourgoignie | Dudley Wood       | Rang 4 und Klassensieg  |                      |
| 1982 | Charles Ivy Racing              | Porsche 935K3           | Claude Bourgoignie | Paul Smith        | Rang 8                  |                      |
| 1983 | Charles Ivey Racing             | Porsche 930             | David Ovey         | Paul Smith        | Rang 11 und Klassensieg |                      |
| 1984 | Charles Ivey Racing             | Grid S2                 | Barry Robinson     | Dudley Wood       | Ausfall                 | Benzinpumpe          |
| 1985 | Cheetah Automobiles Switzerland | Cheetah G604            | Claude Bourgoignie | Bernard de Dryver | Ausfall                 | Unfall               |
| 1987 | Charles Ivey Racing             | Tiga GC287              | Max Cohen-Olivar   | Tom Dodd-Noble    | Ausfall                 | Kurbelwelle          |

### Einzelergebnisse in der Sportwagen-Weltmeisterschaft
| Saison | Team                      | Rennwagen                    | 1   | 2   | 3   | 4   | 5   | 6   | 7   | 8   | 9   | 10  | 11  | 12  | 13  | 14  | 15  | 16  | 17  |
| ------ | ------------------------- | ---------------------------- | --- | --- | --- | --- | --- | --- | --- | --- | --- | --- | --- | --- | --- | --- | --- | --- | --- |
| 1976   | John Cooper               | Porsche Carrera RSR          | MUG | VAL | NÜR | MON | SIL | IMO | NÜR | ZEL | PER | WAT | MOS | DIJ | DIJ | SAL |     |     |     |
| 1976   | John Cooper               | Porsche Carrera RSR          |     | DNF |     |     |     |     |     |     |     |     |     |     |     |     |     |     |     |
| 1979   | JC Racing                 | Lola T380                    | DAY | SEB | MUG | TAL | DIJ | RIV | SIL | NÜR | LEM | PER | DAY | WAT | SPA | BRH | ROA | VAL | ELS |
| 1979   | JC Racing                 | Lola T380                    |     |     |     |     |     |     |     |     | DNF |     |     |     |     | 7   |     |     |     |
| 1980   | Ivy Enginnering           | Porsche 935                  | DAY | BRH | SEB | MUG | MON | RIV | SIL | NÜR | LEM | DAY | WAT | SPA | MOS | ROA | VAL | DIJ |     |
| 1980   | Ivy Enginnering           | Porsche 935                  |     | 5   |     |     |     |     | DNF |     | DNF |     |     |     |     |     |     | 4   |     |
| 1981   | Ivy Racing Bastos Racing  | Porsche 935 Chevrolet Camaro | DAY | SEB | MUG | MON | RIV | SIL | NÜR | LEM | PER | DAY | WAT | SPA | MOS | ROA | BRH |     |     |
| 1981   | Ivy Racing Bastos Racing  | Porsche 935 Chevrolet Camaro |     |     | 2   | 11  |     | DNF | 9   | 4   |     |     |     | DNF |     |     | 4   |     |     |
| 1982   | Ivy Racing                | Porsche 935                  | MON | SIL | NÜR | LEM | SPA | MUG | FUJ | BRH |     |     |     |     |     |     |     |     |     |
| 1982   | Ivy Racing                | Porsche 935                  | DNF | DNF | DNF | 8   |     |     |     | 12  |     |     |     |     |     |     |     |     |     |
| 1983   | Ivy Racing                | Porsche 930                  | MON | SIL | NÜR | LEM | SPA | FUJ | KYA |     |     |     |     |     |     |     |     |     |     |
| 1983   | Ivy Racing                | Porsche 930                  |     | 13  |     | 11  | 13  |     |     | 10  |     |     |     |     |     |     |     |     |     |
| 1984   | Ivy Racing Richard Cleare | Grid S2 Porsche CK5          | MON | SIL | LEM | NÜR | BRH | MOS | SPA | IMO | FUJ | KYA | SAN |     |     |     |     |     |     |
| 1984   | Ivy Racing Richard Cleare | Grid S2 Porsche CK5          |     | 16  | DNF |     | DNF |     |     |     |     |     |     |     |     |     |     |     |     |
| 1985   | Cheetah Automobiles       | Cheetah G604                 | MUG | MON | SIL | LEM | HOK | MOS | SPA | BRH | FUJ | SEL |     |     |     |     |     |     |     |
| 1985   | Cheetah Automobiles       | Cheetah G604                 |     |     | DNF | DNF | DNF |     |     |     |     |     |     |     |     |     |     |     |     |
| 1987   | Ivy Racing                | Tiga GC287                   | JAR | JER | MON | SIL | LEM | NÜN | BRH | NÜR | SPA | FUJ |     |     |     |     |     |     |     |
| 1987   | Ivy Racing                | Tiga GC287                   |     | DNF |     |     |     |     |     |     |     |     |     |     |     |     |     |     |     |